# Mitchell te Vrede
Mitchell te Vrede (Amstelveen, Países Bajos, 7 de agosto de 1991) es un futbolista surinamés que juega como delantero en el Gol Gohar Sirjan F. C. de la Iran Pro League.

## Carrera
Debutó el 5 de agosto de 2011 en la derrota 0-2 en casa contra el Feyenoord y fue reemplazado a los 72' por Darren Maatsen. Anotó su primer gol el 28 de agosto de 2011 en la derrota por 6-1 como visitante contra el PSV a los 39'.

## Clubes
| Club                   | País           | Año       |
| ---------------------- | -------------- | --------- |
| S. B. V. Excelsior     | Países Bajos   | 2011-2012 |
| Feyenoord              | Países Bajos   | 2012-2015 |
| S. C. Heerenveen       | Países Bajos   | 2015-2016 |
| Boluspor               | Turquía        | 2017      |
| NAC Breda              | Países Bajos   | 2018-2019 |
| Al-Fateh S. C.         | Arabia Saudita | 2019-2021 |
| Abha Club              | Arabia Saudita | 2021-2022 |
| Al-Dhafra Club         | EAU            | 2022-2023 |
| Hatta Club             | EAU            | 2023      |
| Gol Gohar Sirjan F. C. | Irán           | 2023-     |